# Криницкая, Лидия Антоновна
Криницкая Лидия Антоновна (5 июля 1898, Потуржин, Люблинское воеводство — 23 августа 1966, Харьков) — украинская советская актриса, чтец, театральный педагог. Народная артистка УССР (1954).

## Биография
Родилась 5 июля 1898 года в селе Потуржин Люблинской губернии Российской империи (ныне Люблинского воеводства Польши).
В 1922—1923 годах училась в Киевском музыкально-драматическом институте.
Работала в театре «Березиль» Леся Курбаса.
В 1926—1929, 1931—1936, 1937—1966 годах работала в Харьковском украинском драматическом театре им. Т. Шевченко. В 1962—1963 годах преподавала в драматической студии при театре.
В 1929—1931 годах работала в Одесском украинском театре революции.
Жена народного артиста Украинской ССР Григория Яковлевича Козаченко (1901-1970). 
Умерла 23 августа 1966 года в Харькове.

## Творческая деятельность

### Роли
- Тарасовна («Народный Малахий» Н. Кулиша);
- Бочкарева («Платон Кречет» А. Корнейчука);
- Параска («В степях Украины» О. Корнейчука);
- Наталья Ковшик («Калиновая роща» В. Корнейчука);
- Екатерина Бессмертная («Почему улыбались звёзды» В. Корнейчука);
- Марина («Приезжайте в Звонковое» А. Корнейчука);
- Стеха («Назар Стодоля» Т. Шевченко);
- Фенна Степановна («Шельменко-денщик» Г. Квитки-Основьяненко);
- Ингигерда («Ярослав Мудрый» И. Кочерги);
- Диана Михайловна («Не называя фамилий» В. Минка);
- Энн Кросби («За вторым фронтом» В. Собко);
- Лимериха («Лымеривна» за П. Мирным);
- Приска Притичиха (по П. Мирным);
- Анна Андреевна («Ревизор» по Н. Гоголем);
- Мать («Тарас Бульба» по Н. Гоголем);
- Марфа Петровна («Русские люди» К. Симонова);
- Анна («Васса Железнова» М. Горького);
- Ксения («Егор Булычев и другие» М. Горького);
- Баронесса («Между ливнями» А. Штейна);
- Эболи («Дон Карлос» Ф. Шиллера);
- Мадам де Грассен («Евгения Гранде» по А. де Бальзаком);
- Мария Тюдор (В. Гюго);
- «Над Черемошем» (1954, реж. Г. Крикун);
- «Лимеривна» (1955, реж. В. Лапокниш).

## Награды
- Народная артистка УССР (1954);
- Орден «Знак Почёта» (24.11.1960).